# Jerzy Wróbel (inżynier)
Jerzy Wróbel (ur. 3 listopada 1948 w Wysokiem Mazowieckiem, zm. 24 października 2012 w Warszawie) – polski profesor mechaniki, wykładowca Politechniki Warszawskiej, prof. dr. hab. inż.

## Życiorys
Po ukończeniu studiów na Wydziale Mechaniki Politechniki Warszawskiej pozostał na uczelni jako pracownik naukowy i wykładowca na Wydziale Samochodów i Maszyn Roboczych w Instytucie Podstaw Budowy Maszyn. Od 1996 do 2004 pełnił funkcję dyrektora tego Instytutu, był specjalistą w dziedzinie teorii konstrukcji i eksploatacji maszyn. Był autorem i współautorem licznym opracowań naukowych i podręczników akademickich. Współpracował z licznymi organizacjami rządowymi i naukowymi, był członkiem Komitetu Badań Naukowych i Centralnej Komisji ds. Stopni i Tytułów Naukowych. Należał również do Komitetu Budowy Maszyn Polskiej Akademii Nauk i był członkiem Rady Programowej Przeglądu Mechanicznego. W dowód uznania dorobku naukowego Jerzy Wróbel został odznaczony Złotym Krzyżem Zasługi. Spoczywa na cmentarzu w Warszawie-Pyrach.

## Wybrane publikacje
- J. Wróbel, Z. Osiński, "Teoria konstrukcji Maszyn", PWN, Warszawa, 1982.
- J. Wróbel, "Technika komputerowa dla mechaników", PWN, Warszawa, 1994.